# Storia di Timor Est

## La preistoria e il periodo precoloniale
Secondo alcuni antropologi, un piccolo gruppo di cacciatori e agricoltori ha abitato nell'isola di Timor fin da circa 12.000 anni A.C. Vi sono documenti che provano l'esistenza di un commercio sporadico tra Timor e la Cina del VII secolo, basato principalmente sulla vendita di schiavi, cera d'api e legno di sandalo, un legno particolarmente duro usato in mobili di lusso e in profumeria, le cui foreste coprono praticamente l'intera isola. Il nome deriva dal termine Timor proposta dai malesi sull'isola dove si trova il paese, Timur, che significa "Est".

## Il periodo coloniale portoghese
l primi navigatori europei a raggiungere l'isola e entrare in contatto con le popolazioni  locali erano portoghesi, arrivati a Timor nel 1512 alla ricerca del legno di sandalo. Per quattro secoli i portoghesi hanno utilizzato il territorio di Timor solo a fini commerciali, esplorando le risorse naturali dell'isola. Dili, capitale di Timor portoghese, solo nel 1960 ha cominciato a fruire dell'energia elettrica e nel decennio successivo sono state realizzate le reti dell'acqua potabile e quella fognaria, scuole ed ospedali. Il resto del paese, soprattutto nelle zone rurali, ha continuato successivamente.
Intanto, durante la seconda guerra mondiale, l'intera isola di Timor venne occupata dalle truppe giapponesi, che la tennero fino alla fine del conflitto.
I giapponesi capitolarono ufficialmente l'11 settembre 1945, con una cerimonia che si svolse a bordo dello sloop australiano HMAS Moresby e dovettero lasciare l'isola. Ma mentre a Timor Est tornavano i portoghesi, nel 1949, con la formazione della nuova nazione Indonesiana, la parte occidentale di Timor entrò a far parte della nuova Repubblica indonesiana.

## L'abbandono del Portogallo e l'invasione indonesiana
Fino all'agosto 1975 il Portogallo ha guidato il processo di auto-determinazione per Timor Est, promuovendo la formazione di partiti politici, al fine di offrire indipendenza al territorio. Quando le forze filo-indonesiane attaccarono le forze portoghesi sul territorio, essi furono costretti a lasciare l'isola di Timor e il rifugio in Atauro; allora ebbe inizio la guerra civile tra il FRETILIN e il partito pro-indonesiano. FRETILIN (Fronte Rivoluzionario per Timor Est) è emerso vittorioso da questa guerra civile ed ha dichiarato l'indipendenza il 28 novembre dello stesso anno, indipendenza che non è stata riconosciuta dal Portogallo. La proclamazione d'indipendenza di un partito di tendenza marxista ha portato l'Indonesia ad invadere Timor Est. Il 7 dicembre truppe indonesiane sono atterrate a Dili, occupando brevemente tutta la parte orientale di Timor, nonostante il rifiuto dell'Assemblea generale e del Consiglio di Sicurezza delle Nazioni Unite, che ha riconosciuto al Portogallo il compito di amministrare il territorio. L'occupazione militare indonesiana a Timor-Leste ha reso il territorio provincia Indonesia, denominata Timor Timur. Una politica di genocidio ha provocato massacri a Timor: centinaia di villaggi sono stati distrutti dai bombardamenti dell'esercito indonesiano e sono state utilizzate tonnellate di napalm contro la resistenza di Timor (chiamata FALINTIL). L'uso del napalm ha bruciato gran parte delle foreste del paese, limitando la ritirata dei guerriglieri nel fitto della vegetazione. Tuttavia la visita di Papa Giovanni Paolo II a Timor Est nel mese di ottobre 1989, è stata caratterizzata da manifestazioni pro-indipendenza che sono state duramente represse. Il 12 novembre del 1991 l'esercito indonesiano ha sparato sui manifestanti, che hanno onorato uno studente ucciso dalla repressione nel cimitero di Santa Cruz a Dili. Circa 200 persone sono state uccise sul posto. Altri manifestanti sono stati uccisi nei giorni successivi, ai quali l'esercito indonesiano aveva dato la caccia. La causa di Timor Est per l'indipendenza acquistò maggior impatto e riconoscimento mondiale con l'assegnazione del Premio Nobel per la Pace ai vescovi Carlos Ximenes Belo e José Ramos Horta, nel mese di ottobre 1996. Nel luglio 1997 il presidente sudafricano Nelson Mandela ha visitato il leader del FRETILIN, Xanana Gusmão, che era in carcere. La visita ha portato a un aumento della pressione per l'indipendenza che è stata realizzata con una soluzione negoziata.

## Ilreferendumper l'indipendenza
La crisi economica in Asia dello stesso anno ha gravemente colpito l'Indonesia. Il regime militare di Suharto ha cominciato a subire varie pressioni, con manifestazioni sempre più violente nelle strade. Tali atti portarono alle dimissioni del generale nel maggio 1998. Nel 1999 i governi di Portogallo e Indonesia hanno poi iniziato il negoziato per indire un referendum sull'indipendenza del territorio, sotto la supervisione di una missione delle Nazioni Unite. Nello stesso periodo, il governo indonesiano ha avviato programmi di sviluppo sociale, come la costruzione e la rifacimento di scuole, ospedali e strade, per promuovere una buona immagine tra la popolazione di Timor. Dall'inizio degli anni 1990, una legge approvava la presenza di milizie indonesiane per "difendere" gli interessi della nazione a Timor-Leste. L'esercito indonesiano aveva addestrato ed equipaggiato varie milizie, che servivano come presunta minaccia sulla popolazione durante il referendum. Nonostante le minacce, oltre il 98% della popolazione di Timor è andata alle urne il 30 agosto 1999 per votare il referendum, e il risultato ha mostrato che il 78,5% della popolazione di Timor voleva l'indipendenza. Milizie, protette dall'esercito indonesiano, hanno scatenato un'ondata di violenza prima della proclamazione dei risultati (molte delle quali scattate a Kupang, in un'area dell'isola di Timor separata dal resto della nazione). Uomini armati hanno ucciso per le strade molte persone sospettate di aver votato per l'indipendenza. Migliaia di persone sono state separate dalle loro famiglie e forzatamente fatte salire su automezzi militari. La popolazione ha cominciato a fuggire verso le montagne ed a rifugiarsi negli edifici seri di organizzazioni internazionali e nelle chiese. Gli stranieri sono stati evacuati, lasciando Timor alla violenza dei militari indonesiani e dei miliziani. L'ONU decise di creare una forza internazionale d'intervento nella regione. Il 22 settembre del 1999 le truppe australiane, sotto l'egida dell'ONU, entrarono a Dili. Xanana Gusmão, il leader della resistenza di Timor Est, è stato rilasciato poco dopo.

## L'indipendenza effettiva
Nel mese di aprile 2001 gli abitanti di Timor erano di nuovo alle urne per scegliere il nuovo leader del paese. Le elezioni hanno consacrato Gusmão nuovo presidente di Timor Est e il 20 maggio 2002 Timor Est è divenuta completamente indipendente. Nel secondo turno delle elezioni del 9 maggio 2007, Ramos-Horta è stato eletto presidente della Repubblica in contrapposizione a Francisco Guterres Lu Olo. Il 6 agosto del 2007, José Ramos-Horta indicò Xanana Gusmão, ex presidente della repubblica, come quarto primo ministro della storia del paese. Gusmão, capo della rinnovata CNRT, anche se al secondo posto nelle elezioni legislative di giugno con il 24,10% dei voti (dietro gli avversari di FRETILIN Francisco Lu-Olo), ha raggiunto una serie di accordi post-elettorali con alcune forze politiche d'opposizione, ottenendo una certa stabilità per il suo governo.